# Diethylenglykol
Diethylenglykol (DEG, systematický název (2-hydroxyethoxy)ethan-2-ol) je organická sloučenina se vzorcem (HOCH2CH2)2O. Jedná se o toxickou bezbarvou viskózní hygroskopickou kapalinu s nasládlou chutí a prakticky bez zápachu. Lze ho mísit s vodou, ethanolem, diethyletherem, acetonem a ethylenglykolem. Široce se používá jako rozpouštědlo.

## Příprava
DEG se vyrábí částečnou hydrolýzou ethylenoxidu. Vznikající množství DEG a dalších glykolů závisí na podmínkách. Výsledným produktem jsou dvě molekuly ethylenglykolu spojené etherovou vazbou.

## Použití

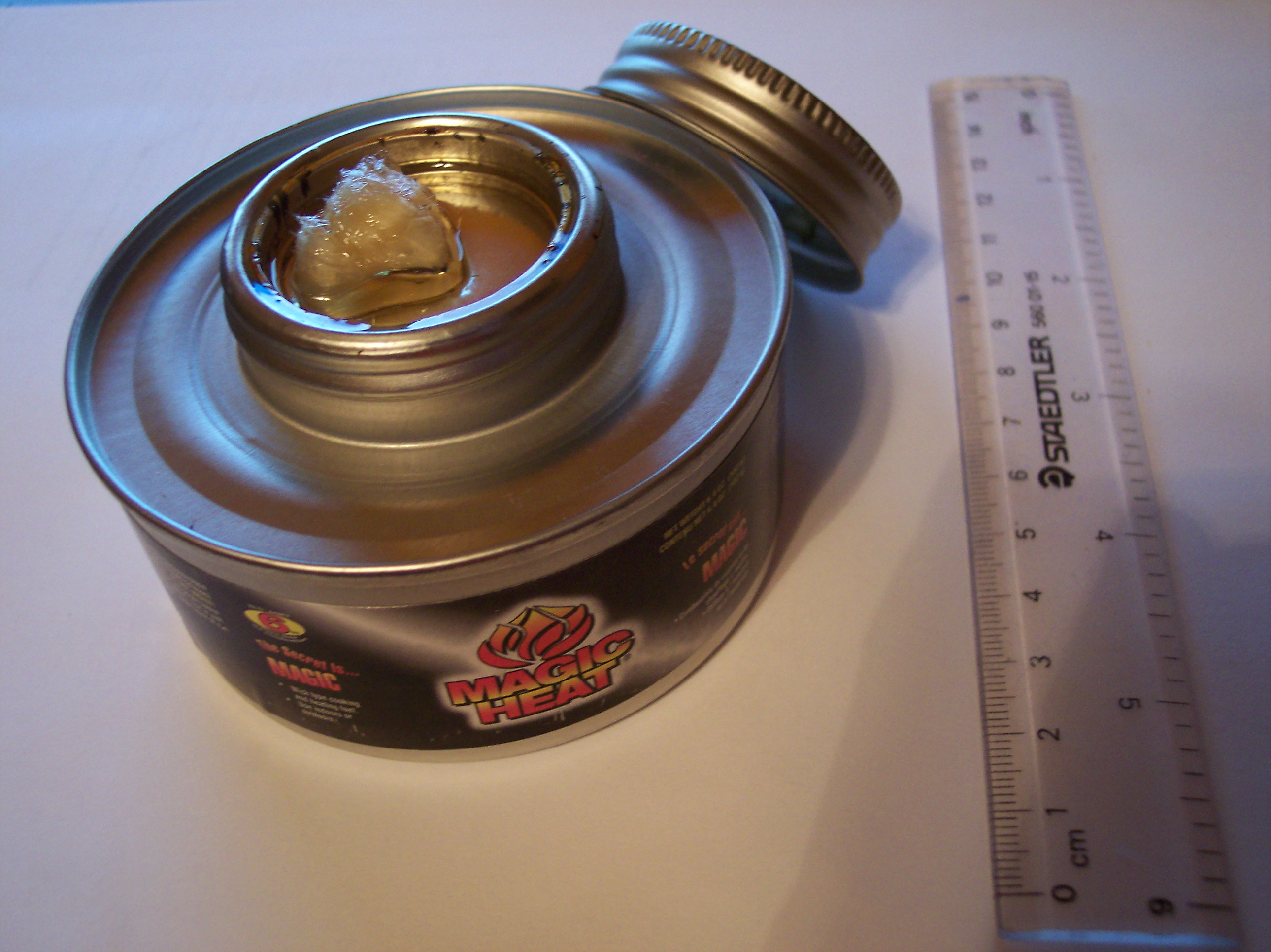
Vařič s diethylenglykolem

DEG se používá jako stavební blok v organické syntéze, např. morfolinu nebo 1,4-dioxanu. Je rozpouštědlem nitrocelulózy, pryskyřic, barviv, olejů a dalších organických sloučenin. Používá se také jako zvlhčovač tabáku, korku, inkoustů a lepidel. Přidává se do brzdových kapalin, maziv, odstraňovačů tapet, roztoků pro tvorbu umělé mlhy a do paliv pro topení a vaření. U výrobků pro osobní péči (pleťové krémy a emulze, deodoranty apod.) se často nahrazuje ethery diethylenglykolu. Zředěný roztok DEG lze použít i jako chladicí kapalinu; mnohem častěji se však používá ethylenglykol.

## Toxikologie
Navzdory objevení toxicity DEG již v roce 1937 a mnoha masovým otravám po celém světě jsou dostupné informace o toxicitě pro člověka omezené. Někteří autoři odhadují minimální toxickou dávku na 0,14 mg/kg a smrtelnou dávku 1 až 1,63 g/kg tělesné hmotnosti, někteří odhadují LD50 pro dospělé na cca 1 ml/kg, a další tuto hodnotu považují za LD30. Kvůli negativním účinkům na člověka není diethylenglykol povolen pro použití v potravinách a léčivech. V USA nesmí polyethylenglykol určený pro použití jako aditivum do potravin obsahovat více než 0,2 % diethylenglykolu.
Při pokusech na zvířatech vykazuje DEG mírnou akutní toxicitu. LD50 pro malé savce se pohybuje mezi 2 až 25 g/kg, tj. jde o výrazně nižší toxicitu než u ethylenglykolu, ovšem stále takovou, aby mohla u člověka způsobit otravu. Zdá se, že je DEG pro člověka nebezpečnější, než by vyplývalo z dat u laboratorních zvířat.